# La Course à l'échalote
La Course à l'échalote is een Franse filmkomedie uit 1975 geregisseerd door Claude Zidi. Het was de tweede keer dat Pierre Richard en Jane Birkin samen speelden in een filmkomedie na het succesvolle La moutarde me monte au nez.

## Verhaal
Pierre Vidal is een onhandige bankbediende die ontdekt dat enkele artiesten de eigendomspapieren van het cabaret L'Alcazar de Paris hebben gestolen. Ook de bankdirecteur is betrokken. Pierre en zijn vriendin jagen een koffer vol geld na door Frankrijk en Groot-Brittannië. 

## Rolverdeling
| Acteur         | Personage          |
| -------------- | ------------------ |
| Pierre Richard | Pierre Vidal       |
| Jane Birkin    | Janet              |
| Michel Aumont  | commissaris Brunet |
| Amadeus August | Gunther            |
| Marc Doelnitz  | Marc               |